# Herbert Ruckes
Herbert Ruckes (ur. 1 lutego 1895 w Nowym Jorku, zm. 23 grudnia 1965 tamże) – amerykański osteolog i entomolog, specjalizujący się w hemipterologii.
Doktoryzował się na Uniwersytecie Columbii. Wykładał biologię w City College of New York. Po przejściu na emeryturę został badaczem stowarzyszonym Amerykańskiego Muzeum Historii Naturalnej w Nowym Jorku.
Ruckes jest autorem około 50 publikacji naukowych. Specjalizował się w taksonomii pluskwiaków różnoskrzydłych z rodziny tarczówkowatych, ale pisał też o pawężowatych i wtykowatych. Opisał dziesiątki nowych dla nauki gatunków oraz około 30 nowych rodzajów. Oprócz pluskwiaków zajmował się także osteologią żółwi.